# 普林克湖
普林克湖（西班牙語：Lago Pullinque），是智利的湖泊，位於該國南部河大區，處於卡拉夫根湖和潘吉普伊湖之間的安第斯山脈地區，屬於瓦爾迪維亞河流域的一部分，面積5.77平方公里。